# Real Sociedad
A Real Sociedad, teljes nevén Real Sociedad de Fútbol, SAD spanyolországi, baszkföldi labdarúgócsapatot 1909-ben alapítottak, székhelye San Sebastiánban van, stadionja pedig az Estadio Anoeta.

## Története

### A kezdetek
A labdarúgás a városban brit diákok által vált ismertté. Az első ismert klub a San Sebastian Football Club volt, ebből vált ki a mai csapat elődje, a Sociedad de Fútbol. 1909-ben kupadöntőt játszhatott, a döntőben a Club Español de Madridot legyőzve 2–1-re. A következő évben XIII Alfonztól megkapta a Real, vagyis királyi jelzőt, így a teljes neve Real Sociedad de Fútbol lett.
A Real Sociedad 1928-ban alapító tagja volt a La Ligának. Első szezonjában a csapat negyedik lett, a gólkirályi címet pedig játékosa, Paco Bienzobas szerezte meg. Franco hatalomra kerülésével a klub nevét meg kellett változtatni, az új név Donostia Club de Fútbol lett. A spanyol polgárháború után a vezetőség visszaváltott a Real Sociedadra. Ekkoriban a csapat sokat ingázott az első- és a másodosztály között, összesen hétszer esett ki, valamint jutott fel.
Az 1940-es évek leghíresebb játékosa a későbbi szobrász, Eduardo Chillida volt, akinek labdarúgókarrierjét egy sérülés miatt kellett feladnia.

### Az 1980-as évek
Az 1980-as évek volt a klub legsikeresebb időszaka. 1980-ban és 1981-ben egyaránt bajnoki címet szerzett, előbb a Real Madridot, majd az Barcelonát megelőzve. A BEK-ben először már rögtön az első körben búcsúzott, azonban a következő szezonban egészen az elődöntőig menetelt. A klub ekkoriban szakított azon politikájával, miszerint csak baszk játékosokat igazolnak le, ugyanis 1989-ben az ír John Aldridge-dzsel megtették.

### A 2002-2003-as szezon
A csapat legjobb pozíciója az új évezredben egy második hely volt ebben a szezonban. A kulcsjátékosok leginkább a légiósok, Darko Kovačević, Nihat Kahveci, Valerij Karpin és Sander Westerveld voltak. Ekkor itt játszott még Xabi Alonso is, aki később a Liverpool FC, a Real Madrid CF és a Bayern München játékosa volt. Az edző a francia Raynald Denoueix volt.
Az együttes egészen a bajnokság végéig harcban volt a bajnoki címért, ugyanis korábban legyőzték többek között a Real Madridot is, hazai pályán 4–2-re. A 37. fordulóban a Sociedad a Celta Vigo csapatához látogatott, ahol nagy meglepetésre vereséget szenvedett, míg a Real hazai pályán 3–0-ra legyőzte az Atléticót. Az utolsó fordulóban hiába nyert a csapat az Atlético ellen, szintén 3–0-ra, a Real is nyert, a Bilbaót győzte le, így az övé lett a bajnoki cím.
A góllövőlistán Nihat és Kovačević a góllövőlistán az előkelő második és harmadik helyen végeztek, 23, illetve 20 góllal.

### Kiesés
A második hely után egy szezon kivételével folyamatosan egyre rosszabb eredmények következtek, előbb tizenötödik, majd tizennegyedik, aztán pedig tizenhatodik és tizenkilencedik helyen végzett a csapat, utóbbi a kiesést jelentette, ezzel 40 év első osztályú szereplés után volt kénytelen búcsúzni.
A csapat az első szezonban negyedik, azt követően pedig hatodik helyen végzett, vagyis egyik alkalommal sem sikerült feljutniuk.

## Sikerek

### Nemzeti
- Bajnokság:
  - Bajnok (2): 1980-81, 1981-82
  - Ezüstérmes (3): 1979-80, 1987-88, 2002-03
- Kupa:
  - Győztes (3): 1909, 1987, 2021
  - Döntős (5): 1910, 1913, 1928, 1951, 1988
- Szuperkupa:
  - Győztes (1): 1982

### Nemzetközi
- BEK:
  - Elődöntős (1): 1982-83

## Jelenlegi keret
Utolsó módosítás: 2024. szeptember 2.
A vastaggal jelzett játékosok felnőtt válogatottsággal rendelkeznek.
A dőlttel jelzett játékosok kölcsönben szerepelnek a klubnál.
| Mezszám                | Név                                                  | Nemzetiség | Születési hely             | Születési idő (kor)            | Korábbi csapat           | Érték(€)    | Szerződés lejárta |
| Kapusok                | Kapusok                                              | Kapusok    | Kapusok                    | Kapusok                        | Kapusok                  | Kapusok     | Kapusok           |
| ---------------------- | ---------------------------------------------------- | ---------- | -------------------------- | ------------------------------ | ------------------------ | ----------- | ----------------- |
| 1                      | Álex Remiro                                          | SPA        | Cascante                   | 1995. március 24. (30 éves)    | Athletic Club            | 25 000 000  | 2027.06.30.       |
| 13                     | Unai Marrero                                         | SPA        | Donostia-San Sebastián     | 2001. október 9. (23 éves)     | Utánpótlásból került fel | 300 000     | 2027.06.30.       |
| Védők                  |                                                      |            |                            |                                |                          |             |                   |
| 2                      | Álvaro Odriozola                                     | SPA        | Donostia-San Sebastián     | 1995. december 14. (29 éves)   | Real Madrid CF           | 1 200 000   | 2029.06.30.       |
| 3                      | Aihen Muñoz                                          | SPA        | Etxauri                    | 1997. augusztus 16. (27 éves)  | Utánpótlásból került fel | 6 000 000   | 2027.06.30.       |
| 5                      | Igor Zubeldia                                        | SPA        | Azkoitia                   | 1997. március 30. (27 éves)    | Utánpótlásból került fel | 22 000 000  | 2029.06.30.       |
| 6                      | Aritz Elustondo                                      | SPA        | Beasain                    | 1994. március 28. (31 éves)    | Utánpótlásból került fel | 4 000 000   | 2026.06.30.       |
| 12                     | Javier López                                         | SPA        | La Orotava                 | 2002. március 25. (23 éves)    | Deportivo Alavés         | 7 500 000   | 2030.06.30.       |
| 18                     | Hamari Traoré                                        | Mali       | Bamako                     | 1992. január 27. (33 éves)     | Stade Rennais FC         | 3 000 000   | 2026.06.30.       |
| 19                     | Jon Aramburu                                         | VEN · SPA  | Caracas                    | 2002. július 23. (22 éves)     | Real Unión               | 12 000 000  | 2030.06.30.       |
| 20                     | Jon Pacheco                                          | SPA        | Elizondo                   | 2001. január 8. (24 éves)      | Utánpótlásból került fel | 10 000 000  | 2027.06.30.       |
| 21                     | Nájf Ákerd (kölcsönben az West Ham United csapattól) | MAR        | Kenitra                    | 1996. március 30. (28 éves)    | West Ham United FC       | 35 000 000  | 2025.06.30.       |
| Középpályások          |                                                      |            |                            |                                |                          |             |                   |
| 4                      | Martín Zubimendi                                     | SPA        | Donostia-San Sebastián     | 1999. február 2. (26 éves)     | Utánpótlásból került fel | 60 000 000  | 2027.06.30.       |
| 8                      | Árszen Zaharján                                      | orosz      | Szamara                    | 2003. május 26. (21 éves)      | FK Gyinamo Moszkva       | 18 000 000  | 2029.06.30.       |
| 16                     | Jon Ander Olasagasti                                 | SPA        | Donostia-San Sebastián     | 2000. augusztus 16. (24 éves)  | Utánpótlásból került fel | 1 200 000   | 2027.06.30.       |
| 22                     | Beñat Turrientes                                     | SPA        | Beasain                    | 2002. január 31. (23 éves)     | Utánpótlásból került fel | 18 000 000  | 2030.06.30.       |
| 23                     | Brais Méndez                                         | SPA        | Mos                        | 1997. január 7. (28 éves)      | RC Celta de Vigo         | 35 000 000  | 2028.06.30.       |
| 24                     | Luka Sučić                                           | horvát     | Linz                       | 2002. szeptember 8. (22 éves)  | FC Red Bull Salzburg     | 18 000 000  | 2029.06.30.       |
| 28                     | Pablo Marín                                          | SPA        | Logroño                    | 2003. július 3. (21 éves)      | Utánpótlásból került fel | 1 800 000   | 2028.06.30.       |
| Támadók                |                                                      |            |                            |                                |                          |             |                   |
| 7                      | Ander Barrenetxea                                    | SPA        | Donostia-San Sebastián     | 2001. december 27. (23 éves)   | Utánpótlásból került fel | 20 000 000  | 2030.06.30.       |
| 9                      | Orri Óskarsson                                       | ISL        | Castilleja de Guzmán       | 2004. augusztus 29. (20 éves)  | SønderjyskE              | 20 000 000  | 2030.06.30.       |
| 10                     | Mikel Oyarzabal                                      | SPA        | Eibar                      | 1997. április 21. (27 éves)    | Utánpótlásból került fel | 35 000 000  | 2028.06.30.       |
| 11                     | Sheraldo Becker                                      | SUR · NED  | Amszterdam                 | 1995. február 9. (30 éves)     | 1. FC Union Berlin       | 6 000 000   | 2026.06.30.       |
| 14                     | Kubo Takefusza                                       | Japán      | Kavaszaki                  | 2001. június 4. (23 éves)      | Real Madrid CF           | 40 000 000  | 2029.06.30.       |
| 17                     | Sergio Gómez                                         | SPA        | Badalona                   | 2000. szeptember 4. (24 éves)  | Manchester City FC       | 20 000 000  | 2030.06.30.       |
| Kölcsönadott játékosok |                                                      |            |                            |                                |                          |             |                   |
| Név                    | Poszt                                                | Nemzetiség | Születési hely             | Születési idő (kor)            | Kölcsönben itt           | Érték (€)   | Kölcsön lejárta   |
| Alberto Dadie          | középpályás                                          | SPA        | San Sebastián              | 2002. július 20. (22 éves)     | CD Mirandés              | 200 000     | 2025.06.30.       |
| Jon Gorrotxategi       | középpályás                                          | SPA        | Eibar                      | 2002. szeptember 2. (22 éves)  | CD Mirandés              | 800 000     | 2025.06.30.       |
| Carlos Fernández       | támadó                                               | SPA        | Castilleja de Guzmán       | 1996. május 22. (28 éves)      | Cádiz CF                 | 1 500 000   | 2025.06.30.       |
| Jon Karrikaburu        | tamádó                                               | SPA        | Elizondo                   | 2002. szeptember 19. (22 éves) | Racing de Santander      | 2 500 000   | 2025.06.30.       |
| Umar Sadiq             | tamádó                                               | Nigéria    | Kaduna                     | 1997. február 2. (28 éves)     | Valencia CF              | 5 000 000   | 2025.06.30.       |
| Jon Magunazelaia       | SPA                                                  | Eibar      | 2001. július 13. (23 éves) | Córdoba CF                     | 1 000 000                | 2025.06.30. |                   |

## Statisztika

### A legutóbbi szezonok részletes statisztikája
| Szezon    |    | Poz. | Mérk. | Gy | D  | V  | RG | KG | P  | Kupa          | Európa | Európa       | Megjegyzés |
| --------- | -- | ---- | ----- | -- | -- | -- | -- | -- | -- | ------------- | ------ | ------------ | ---------- |
| 1997-1998 | 1D | 3    | 38    | 16 | 15 | 7  | 60 | 37 | 63 |               |        |              |            |
| 1998-1999 | 1D | 10   | 38    | 14 | 12 | 12 | 47 | 43 | 54 |               | UEFA   | nyolcaddöntő |            |
| 1999-2000 | 1D | 13   | 38    | 11 | 14 | 13 | 42 | 49 | 47 |               |        |              |            |
| 2000-2001 | 1D | 13   | 38    | 11 | 10 | 17 | 52 | 68 | 43 |               |        |              |            |
| 2001-2002 | 1D | 13   | 38    | 13 | 8  | 17 | 48 | 54 | 47 |               |        |              |            |
| 2002-2003 | 1D | 2    | 38    | 22 | 10 | 6  | 71 | 45 | 76 |               |        |              |            |
| 2003-2004 | 1D | 15   | 38    | 11 | 13 | 14 | 49 | 53 | 46 |               | BL     | Nyolcaddöntő |            |
| 2004-2005 | 1D | 14   | 38    | 13 | 8  | 17 | 47 | 56 | 47 | 32-es főtábla |        |              |            |
| 2005-2006 | 1D | 16   | 38    | 11 | 7  | 20 | 48 | 65 | 40 | 32-es főtábla |        |              |            |
| 2006-2007 | 1D | 19   | 38    | 8  | 11 | 19 | 32 | 47 | 35 | Legjobb 64    |        |              | Kiesett    |
| 2007-2008 | 2D | 4    | 42    | 18 | 14 | 10 | 55 | 39 | 68 | 2. kör        |        |              |            |
| 2008-2009 | 2D | 6    | 42    | 17 | 16 | 9  | 48 | 38 | 67 | 3. kör        |        |              |            |
| 2009-10   | 2D | 1    | 42    | 20 | 14 | 8  | 53 | 37 | 74 | 2. kör        |        |              | Feljutott  |

### Az eddigi összes szezon
| Szezon  | Osztály | Poz. | Copa del Rey |
| ------- | ------- | ---- | ------------ |
| 1929    | 1ª      | 4.   |              |
| 1929/30 | 1ª      | 7.   |              |
| 1930/31 | 1ª      | 3.   |              |

| Szezon  | Osztály | Poz. | Copa del Rey |
| ------- | ------- | ---- | ------------ |
| 1931/32 | 1ª      | 8.   |              |
| 1932/33 | 1ª      | 6.   |              |
| 1933/34 | 1ª      | 5.   |              |
| 1934/35 | 1ª      | 11.  |              |
| 1935/36 | 2ª      | 6.   |              |

- Real Sociedad de Fútbol néven

| Szezon  | Osztály | Poz. | Copa del Rey |
| ------- | ------- | ---- | ------------ |
| 1939/40 | 2ª      | 1.   |              |
| 1940/41 | 2ª      | 1.   |              |
| 1941/42 | 1ª      | 14.  |              |
| 1942/43 | 2ª      | 1.   |              |
| 1943/44 | 1ª      | 13.  |              |
| 1944/45 | 2ª      | 4.   |              |
| 1945/46 | 2ª      | 6.   |              |
| 1946/47 | 2ª      | 3.   |              |
| 1947/48 | 1ª      | 13.  |              |
| 1948/49 | 2ª      | 1.   |              |
| 1949/50 | 1ª      | 8.   |              |
| 1950/51 | 1ª      | 5.   |              |
| 1951/52 | 1ª      | 10.  |              |
| 1952/53 | 1ª      | 10.  |              |
| 1953/54 | 1ª      | 9.   |              |
| 1954/55 | 1ª      | 14.  |              |
| 1955/56 | 1ª      | 8.   |              |
| 1956/57 | 1ª      | 12.  |              |
| 1957/58 | 1ª      | 9.   |              |

| Szezon  | Osztály | Poz. | Copa del Rey |
| ------- | ------- | ---- | ------------ |
| 1958/59 | 1ª      | 10.  |              |
| 1959/60 | 1ª      | 14.  |              |
| 1960/61 | 1ª      | 8.   |              |
| 1961/62 | 1ª      | 15.  |              |
| 1962/63 | 2ª      | 4.   |              |
| 1963/64 | 2ª      | 6.   |              |
| 1964/65 | 2ª      | 4.   |              |
| 1965/66 | 2ª      | 10.  |              |
| 1966/67 | 2ª      | 1.   |              |
| 1967/68 | 1ª      | 14.  |              |
| 1968/69 | 1ª      | 7.   |              |
| 1969/70 | 1ª      | 7.   |              |
| 1970/71 | 1ª      | 8.   |              |
| 1971/72 | 1ª      | 8.   |              |
| 1972/73 | 1ª      | 7.   |              |
| 1973/74 | 1ª      | 4.   |              |
| 1974/75 | 1ª      | 4.   |              |
| 1975/76 | 1ª      | 8.   |              |
| 1976/77 | 1ª      | 8.   |              |

| Szezon  | Osztály | Poz. | Copa del Rey |
| ------- | ------- | ---- | ------------ |
| 1977/78 | 1ª      | 11.  |              |
| 1978/79 | 1ª      | 4.   |              |
| 1979/80 | 1ª      | 2.   |              |
| 1980/81 | 1ª      | 1.   |              |
| 1981/82 | 1ª      | 1.   |              |
| 1982/83 | 1ª      | 7.   |              |
| 1983/84 | 1ª      | 6.   |              |
| 1984/85 | 1ª      | 7.   |              |
| 1985/86 | 1ª      | 7.   |              |
| 1986/87 | 1ª      | 2.   |              |
| 1987/88 | 1ª      | 2.   |              |
| 1988/89 | 1ª      | 11.  |              |
| 1989/90 | 1ª      | 5.   |              |
| 1990/91 | 1ª      | 13.  |              |
| 1991/92 | 1ª      | 5.   |              |
| 1992/93 | 1ª      | 13.  |              |
| 1993/94 | 1ª      | 11.  |              |
| 1994/95 | 1ª      | 11.  |              |
| 1995/96 | 1ª      | 7.   |              |

| Szezon  | Osztály | Poz. | Copa del Rey |
| ------- | ------- | ---- | ------------ |
| 1996/97 | 1ª      | 8.   |              |
| 1997/98 | 1ª      | 3.   |              |
| 1998/99 | 1ª      | 10.  |              |
| 1999/00 | 1ª      | 13.  |              |
| 2000/01 | 1ª      | 13.  |              |
| 2001/02 | 1ª      | 13.  |              |
| 2002/03 | 1ª      | 2.   |              |
| 2003/04 | 1ª      | 15.  |              |
| 2004/05 | 1ª      | 14.  |              |
| 2005/06 | 1ª      | 16.  |              |
| 2006/07 | 1ª      | 19.  |              |
| 2007/08 | 2ª      | 4.   |              |
| 2008/09 | 2ª      | 6.   |              |
| 2009/10 | 2ª      | 1.   |              |
| 2010/11 | 1ª      | 15.  |              |
| 2011/12 | 1ª      | 12.  |              |
| 2012/13 | 1ª      | 4.   |              |
| 2013/14 | 1ª      | 7    |              |

## Ismertebb játékosok
| - Gerónimo Rulli - Mathew Ryan - Dietmar Kühbauer - Meho Kodro - Sávio Bortolini - Adriano Rossato - Júlio César Santos - Claudio Bravo - Miguel Ramírez - Mark González - Igor Cvitanović - Dalian Atkinson - Kevin Richardson - Jérémie Bréchet - Antoine Griezmann - Lionel Potillon - Georgi Demetradze - Alfreð Finnbogason - John Aldridge | - Edgaras Jankauskas - Stéphane Collet - Luis García - Héctor Moreno - Carlos Vela - Sander Westerveld - Mutiu Adepoju - Bjørn Tore Kvarme - Oceano - Ricardo Sá Pinto - Gheorghe Craioveanu - Dmitjrij Hohlov - Valerij Karpin - Darko Kovačević - Dragan Mladenović - Lee Chun-Soo - Mikel Alonso - Periko Alonso - Xabi Alonso | - Agustín Aranzábal - Luis Arconada - Mikel Arteta - José Mari Bakero - Txiki Begiristain - Yuri Berchiche - Markel Bergara - Sergio Canales - Óscar de Paula - Javier de Pedro - Gorka Elustondo - Joseba Etxeberria - Jon Andoni Goikoetxea - Esteban Granero - Asier Illarramendi - Diego Llorente - Loren - Iñigo Martínez - Fran Mérida | - Musti Mujika - Álvaro Odriozola - Jesús María Satrústegui - David Silva - Urruti - Jesús María Zamora - Vicente Biurrun - Roberto López Ufarte - Haris Seferović - Håkan Mild - Mattias Asper - Necati Ateş - Arif Erdem - Nihat Kahveci - Tayfun Korkut - Sebastián Abreu |

## Ismertebb edzők
- Benito Díaz
- Rafael Iriondo
- Alberto Ormaechea
- John Toshack
- Javier Irureta
- Perico Alonso
- Javier Clemente
- José Mari Bakero
- Raynald Denoueix
- Chris Coleman
- Juan Manuel Lillo